# Ero capensis
Ero capensis là một loài nhện trong họ Mimetidae.
Loài này thuộc chi Ero. Ero capensis được Eugène Simon miêu tả năm 1895.